# Milana Vlahovic
Milana Vlahovic (* 29. Mai 1997) ist eine deutsch-serbische Handballspielerin, die zuletzt beim deutschen Bundesligisten Neckarsulmer Sport-Union unter Vertrag stand. Die Linkshänderin spielt überwiegend auf Rechtsaußen, ist aber auch im Rückraum einsetzbar.
Begonnen hat Vlahovic ihre Karriere bei der GSV Hemmingen, woraufhin der Wechsel mit 12 Jahren zum Nachwuchskader des SG BBM Bietigheim erfolgte. Später lief die Linkshänderin für die 2. Damenmannschaft der SG BBM Bietigheim auf, mit der sie 2015 in die 3. Liga aufstieg. Weiterhin bestritt Vlahovic in den Spielzeiten 2013/14 und 2014/15 insgesamt acht Spiele für die Bundesligamannschaft der SG BBM Bietigheim, in denen sie fünf Treffer erzielte. Ab dem Februar 2016 besaß sie ein Zweitspielrecht für den Zweitligisten TV Nellingen. Noch im selben Jahr wechselte sie nach Neckarsulm in die Bundesliga. Nach der Saison 2016/17 verließ sie Neckarsulm.
Mit der württembergischen Landesauswahl gewann sie 2013 den Länderpokal in Unna.